# Alice Middleton Boring
Alice Middleton Boring (geboren am 22. Februar 1883 in Philadelphia; gestorben am 18. September 1955 in Cambridge, Massachusetts) war eine amerikanische Biologin mit einem Schwerpunkt in Zoologie, vor allem Herpetologie, die in den Vereinigten Staaten und in China arbeitete und forschte. Sie widmete sich vor allem der Verbesserung der biologischen Forschung und Ausbildung in China und ist eine Pionierin in der Erforschung chinesischer Amphibien und Reptilien.

## Biografie
Alice Middleton Boring wurde 1883 in Philadelphia als Tochter einer wissenschaftlich interessierten Familie geboren. Ihr jüngerer Bruder Edwin Garrigues Boring leitete später das Labor an der Harvard-Universität. Boring studierte am Bryn Mawr College, wo sie 1904 ihren Bachelor of Arts und 1910 ihren Doktortitel erhielt. In Bryn Mawr studierte sie als Schülerin bei Thomas Hunt Morgan und wurde von Nettie M. Stevens zur Promotion betreut. Sie begann ihre wissenschaftliche Karriere als Zytologin und Genetikerin. Von 1910 bis 1918 lehrte sie die Abteilung für Zoologie an der Universität von Maine.
1918 ging Boring nach China, wo sie an dem von der Rockefeller Foundation eingerichteten Peking Union Medical College Biologie unterrichtete. Von 1923 bis 1941 arbeitete sie als Leiterin der Fakultät für Biologie an der Yanjing-Universität, bis diese von den japanischen Besetzern geschlossen wurde. Sie konzentrierte sich in ihrer Arbeit auf die Taxonomie der chinesischen Herpetofauna und erforschte die Verbreitung und Taxonomie der Amphibien und Reptilien des Landes. Dabei arbeitete sie zusammen mit anderen Biologen wie Nathaniel Gist Gee, Clifford H. Pope and Hu jingfu und organisierte wissenschaftliche Expeditionen in andere Regionen wie Jiangxi, Zhejiang und Anhui. Ihr Institut an der Yanjing-Universität wurde eines von zwei zentralen Forschungszentren für die Herpetofauna Chinas. Sie war eines der Gründungsmitglieder der Peking Natural History Society und hatte einundzwanzig Arbeiten und ein Handbook of North China Amphibians and Reptiles, die zwischen 1929 und 1950 von der Gesellschaft veröffentlicht wurden. 1945 veröffentlichte sie mit Chinese Amphibians: Living and Fossil Forms eine weitere wichtige Bibliographie. Boring versorgte auch amerikanische Museen und Wissenschaftler mit Tieren und Daten aus China.

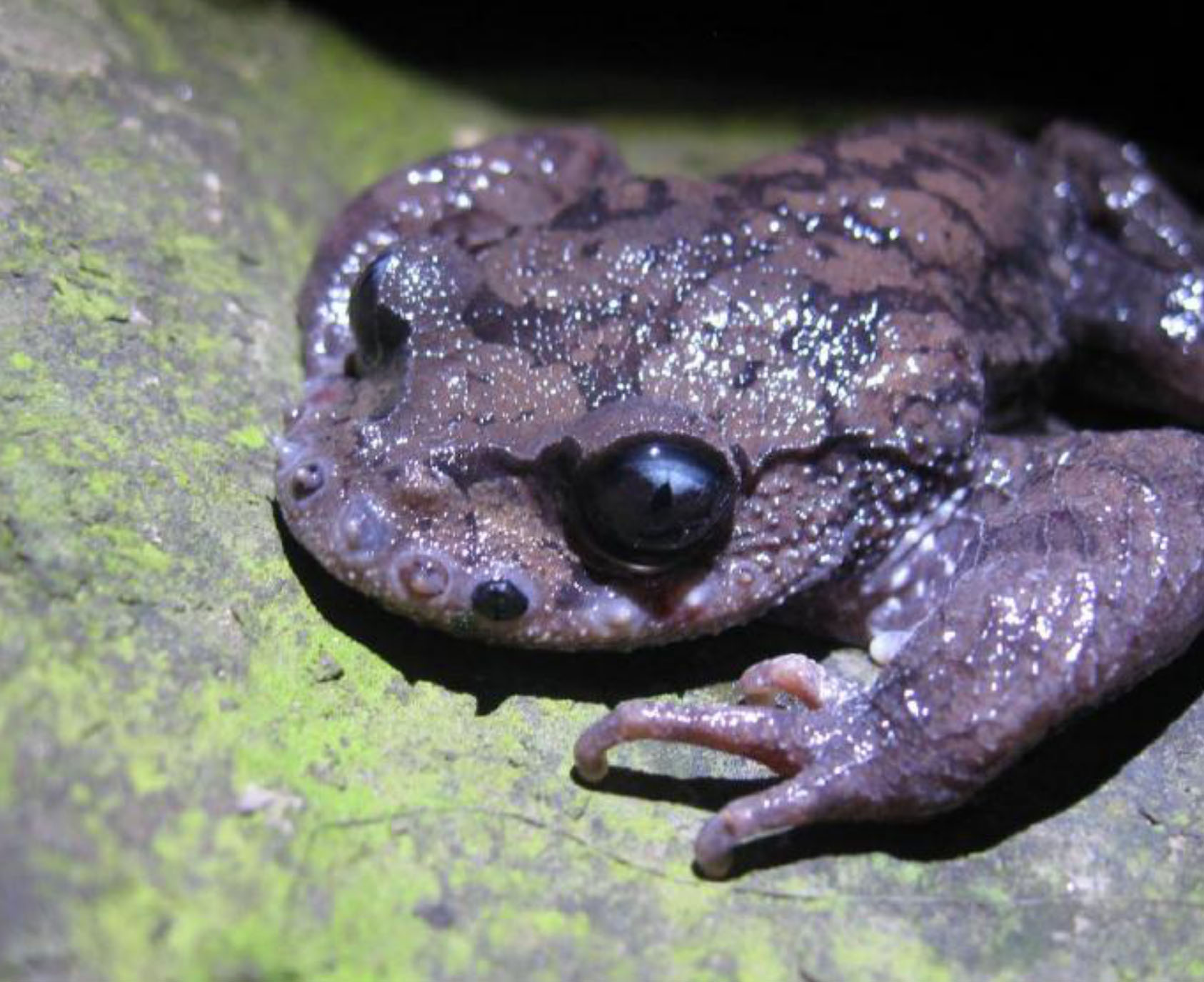
Leptobrachium boringii, benannt nach Alice Middleton Boring

Einer ihrer Studenten in Yanjing  war Liu Chengzhao (刘承钊, 1900–1976), der als Gründer der chinesischen Herpetologie betrachtet wird. Er benannte eine von ihm in der Provinz Sichuan entdeckte Krötenart nach ihr als Vibrissaphora boringii, heute Leptobrachium boringii.
Während des Zweiten Weltkriegs, nach dem Angriff auf Pearl Harbor, verbrachte sie einige Zeit in einem Internierungslager in China und musste das Land 1943 verlassen. Nach dem Krieg ging sie von 1946 bis 1950 zurück an die Yanjing-Universität, verbrachte jedoch ihre letzten Jahre mit der Arbeit am Smith College.

## Veröffentlichungen
- Handbook of North China Amphibians and Reptiles (1932) mit Ch'eng-chao Liu und Shu-ch’un Chou
- Survey of Chinese Amphibia (1940) mit Clifford Hillhouse Pope
- Chinese Amphibians: Living and Fossil Forms (1945)

## Belege
1. ↑  Alice Middleton Boring: A Study of the Spermatogenesis of Twenty-two Species of the Membracidae, Jassidae, Cercopidae and Fulgoridae. Noted in Doctorates Conferred by American Institutions, (1910), Science 32 (816); S. 238. (JSTOR)
2. 1 2 3 4 5 6  Shu Zheng: Alice M. Boring: a pioneer in the study of Chinese amphibians and reptiles. Protein Cell 6(9), September 2015; S. 625–627. doi:10.1007/s13238-015-0165-1.